# Шутова, Светлана Александровна
Светла́на Алекса́ндровна Шу́това (бел. Святлана Аляксандраўна Шутава, 1 июня 1967, Могилёв) — белорусская журналистка, депутат Палаты представителей Национального собрания Республики Беларусь седьмого созыва, член Постоянной комиссии по государственному строительству, местному самоуправлению и регламенту. Она является членом рабочей группы Национального собрания Республики Беларусь по сотрудничеству с Парламентом Финляндской Республики.

## Биография
Родилась 1 июня 1967 года в Могилёве.
Окончила Белорусский государственный университет по специальности «Журналистика».
Работала редактором, начальником отдела информации, главным редактором Могилёвского областного радио республиканского унитарного предприятия Радио Телецентр «Телекомпания «Могилёв»; главным редактором областной газеты «Могилёвские ведомости»; главным редактором коммунального издательского унитарного предприятия «Информационное агентство «Могилёвские ведомости».
Избрана депутатом, заместителем председателя Могилёвского областного Совета депутатов двадцать восьмого созыва. Председатель Могилёвской областной организации гражданского объединения «Белорусский союз журналистов».

## Депутат Палаты представителей

### VII созыв (с 6 декабря 2019)
Во время функционирования Палаты представителей VII созыва является членом Постоянной комиссии по государственному строительству, местному самоуправлению и регламенту.

## Выборы
| Кандидат                    | Кандидат                      | Субъект выдвижения                | Голосов | %     |
| --------------------------- | ----------------------------- | --------------------------------- | ------- | ----- |
|                             | Шутова Светлана Александровна | Беспартийная                      | 22 990  | 46,60 |
|                             | Книга Наталья Ивановна        | Беспартийная                      | 12 505  | 25,35 |
|                             | Матюха Евгений Игоревич       | Либерально-демократическая партия | 3 427   | 6,95  |
|                             | Пацкевич Валентина Эдуардовна | Объединённая гражданская партия   | 1 822   | 3,69  |
| Против всех                 | Против всех                   | Против всех                       | 7 729   |       |
| Недействительных бюллетеней | Недействительных бюллетеней   | Недействительных бюллетеней       | 864     |       |
| Всего                       | Всего                         | Всего                             | 57 559  | 100   |
| Явка избирателей            | Явка избирателей              | Явка избирателей                  | 49 337  | 85,72 |

## Личная жизнь
Замужем, имеет сына и дочь.

## Награды
- Медаль Франциска Скорины (2019)[4]